# Gazni
Gazni (perz. i paš. غزنی - Ḡaznī; povijesni nazivi: غزنین - Ḡaznīn i غزنه - Ḡaznīn) je grad u središnjem Afganistanu. Glavnim je gradom Gaznijske pokrajine i nalazi se na 2219 m nadmorske visine. Autocestama je povezan s ostalim afganistanskim gradovima: Kalatom na jugozapadu, Kabulom na sjeveroistoku i Gardizom na istoku.

## Povijest
Gazni je kao trgovački gradić osnovan još u starom vijeku o čemu svjedoče djela Klaudija Ptolomeja koji ga spominje još u 2. stoljeću. Prema legendi, sredinom 2. tisućljeća pr. Kr. osnovao ga je Radža Gadž iz indoarijske dinastije Jadu, a krajem navedenog tisućljeća naseljen je iranskim narodima. U 6. stoljeću pr. Kr. grad osvaja Kir Veliki i pripaja ga Ahemenidskom Perzijskom Carstvu. U narednih tisuću godina grad je bio i pod upravom Seleukida, Parta i Sasanida, a do 7. stoljeća bio je i važnim budističkim središtem.
Godine 683. šire područje osvajaju Arapi, i u narednih nekoliko stoljeća stanovništvo Gaznija postepeno prelazi na islam. U kasnom 9. stoljeću osvaja ga Jakub Safari iz Zarandža i pripaja Safaridskom Carstvu. Nedugo kasnije postao je glavnim gradom Gaznavidskog Carstva koje je obuhvaćalo dijelove današnjeg Irana, Afganistana, Pakistana, sjeverozapadne Indije i središnje Azije, a potom i Guridskog Carstva. Iz Gaznija su kretale i brojne ratničke invazije prema Indiji koja je u velikoj mjeri opustošena gaznavidskim odnosno guridskim osvajanjima. Od 1215. godine Gazni je bio dijelom Horezmijskog Carstva, no samo šest godina kasnije devastiran je mongolskim osvajanjima koje je na tom području predvodio Ogotaj, sin Džingis-kana. Kasnije je grad bio i dijelom Ilkanata, Safavidskog, Kadžarskog i Duranskog Carstva. Tijekom prvog anglo-afganistanskog rata (1839. – 1842.) Gazni su poharali Britanci, no naposljetku su ipak protjerani i poraženi. Tijekom 1990-ih i 2000-ih godina, grad je bio poprištem sukoba talibana i tadžičkog Sjevernog saveza.

## Kulturna baština
Gazni obiluje povijesnim spomenicima, a vjerojatno najznačajniji su mauzoleji vladara Mahmuda Gaznijskog i pjesnika Al Birunija. Ruševine stare gradske jezgre sastoje se prvenstveno od dva tornja visoka oko 43 metra i razmaknuta 365 metara. Prema zapisima, tornjeve su dali sagraditi Muhamed Gaznijski i njegov sin. Gazni je čuven i po minaretima koji potječu iz sredine 12. stoljeća i građeni su po zvjezdanom rasporedu, a jedinim su ostacima džamije koju je dao podići Bahram-šah. Strane minareta ukrašene su geometrijskim oblicima, a gornji dijelovi su oštećeni ili uništeni. Tijekom 1960-ih godina otkrivena je i 15 m visoka skulptura Bude okružena stupovima koji su nekad držali redove manjih skulptura, no njihova očuvanost je u lošem stanju.
Grad se spominje u djelu slavnog marokanskog putopisca Ibn Batute koji je nakon posjeta Gazniju napisao:
| »          | Odande smo putovali do područja Parvan gdje sam upoznao emira Buruntaja. On me lijepo ugostio i pozvao je sve predstavnike Ganija da mi dođu iskazati čast. Na ljeto smo se uputili u selo Čarikar, a potom prema Gazniju. Grad je poznat po slavnom vojskovođi Mahmudu Gaznijskom koji je pokrenuo više pohoda na Indiju i osvojio brojne gradove i utvrde. U gradu je smještena njegova grobnica koja je nadvišena konačištem. Veći dio grada je u ruševinama i postoje samo manji ostaci, iako se nekoć radilo o velikom gradu. Klima u gradu vrlo je hladna zbog čega se njegovi stanovnici zimi sele u Kandahar, veliki razvijeni grad udaljen od Gaznija tri dana jahanja, kojeg nisam posjetio. | « |
| Ibn Batuta | |   |

## Stanovništvo
Prema popisu stanovništva iz 2006. godine u gradu je živjelo oko 141.000 ljudi. Glavne etničke grupe u gradu su:
- Tadžici (50%)
- Paštunci (25%)
- Hazara (20%)
- Hindu (5%)

## Galerija
- Minaret u Gazniju, ostatak Bahran-šahove džamije
- Grob Mahmuda Gaznijskog
- Gaznijska utvrda u vrijeme prvog anglo-afganistanskog rata (1839. – 1842.)
- Zemljivid Gaznija i pripadajućeg okruga

## Vanjske poveznice
- (perz.) Službene stranice grada Gaznija
- (engl.) Giunta, Roberta; de Planhol, Xavier. 15. prosinca 2000. Ḡaznī. Encyclopedia Iranica. New York. Inačica izvorne stranice arhivirana 15. srpnja 2011. Pristupljeno 22. siječnja 2011.

Sestrinski projekti
|  | Zajednički poslužitelj ima još gradiva o temi Gazni |